# Bacă
În botanică, baca este un tip de fruct produs dintr-un singur ovar, caracterizat printr-un epicarp subțire, cutinizat sau cerificat, un mezocarp alcătuit din celule mari, bogate în glucide, pigmenți antocianici și alți metaboliți secundari și un endocarp celulozic.
Fructul este cărnos, are pielița subțire, nu se deschide la maturitate (indehiscent), iar miezul acestuia conține, de regulă, mai multe semințe. Exemple de plante care au fructul de tip bacă sunt: pătlăgeaua roșie, coacăzul, mătrăguna, afinul, vița-de-vie (fiecare bob de strugure fiind o bacă), lăcrămioara, kaki (diospyros kaki), vânătă.

## Galerie de imagini: Bace

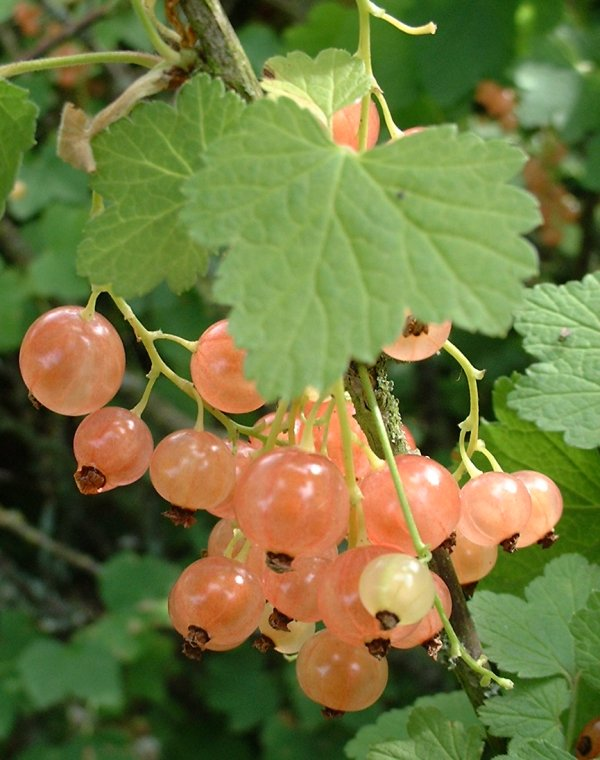
Coacăz alb
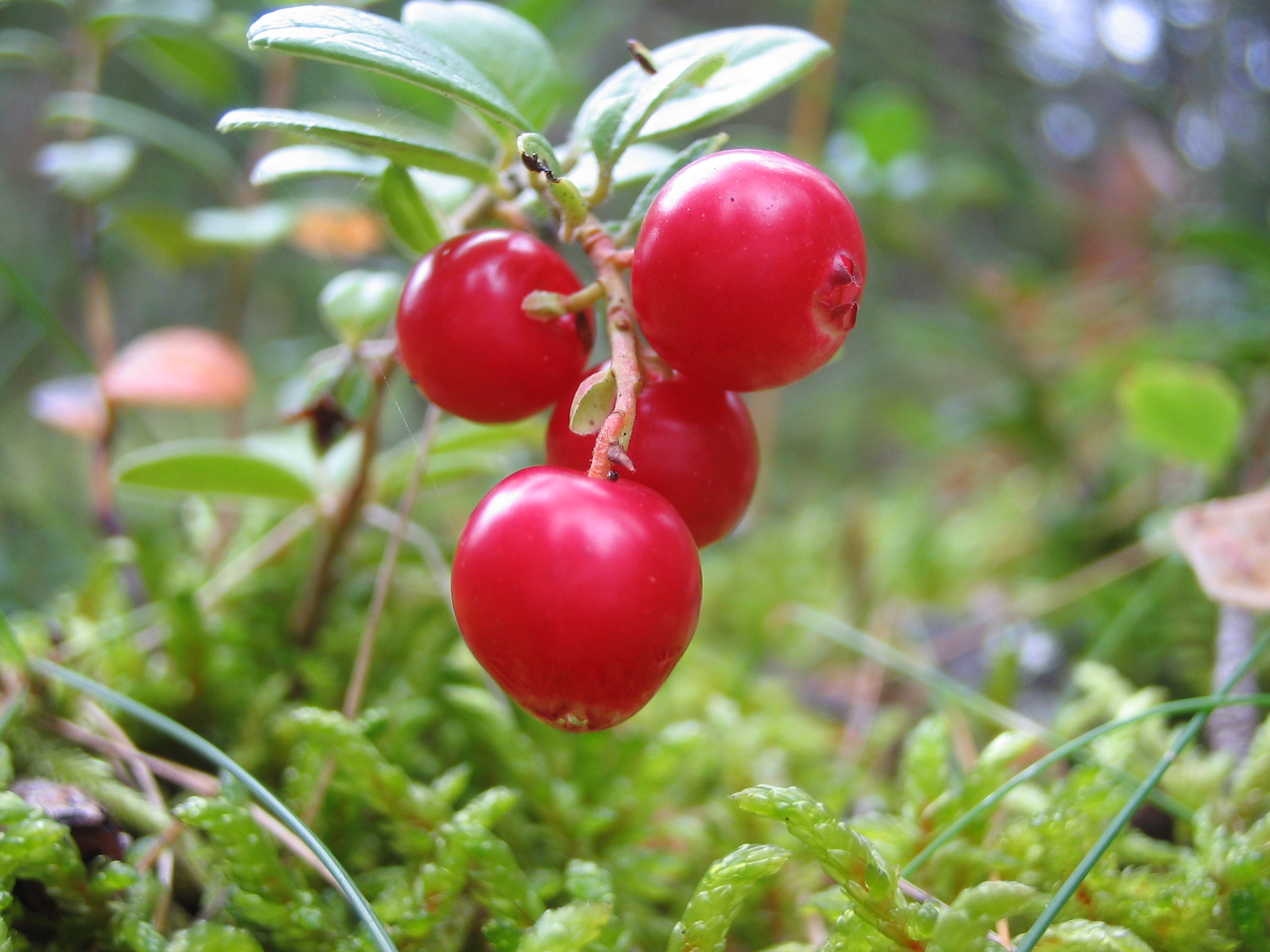
Merișor
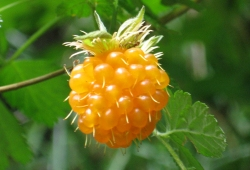
Rubus spectabilis
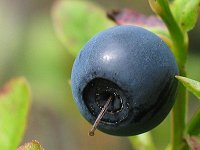
Afin